# Gare de Rise
La gare de Rise est une gare ferroviaire de la ligne d'Arendal située dans la commune d'Arendal. Elle est à 307,44 km d'Oslo

## Histoire
Elle fut ouverte le 16 septembre 1907 lorsque la ligne de Grimstad, qui reliait Froland à Grimstad, fut mise en service. En 1908 la ligne d'Arendal à Åmli fut ouverte, la gare de Rise devint le carrefour de ces deux lignes et afin que les correspondances se fassent de manière optimale, jusqu'à trois trains pouvaient partir en même temps de la gare.
La ligne de Grimstad fut fermée en 1961 en raison du manque de passagers et Rise perdit sa fonction de carrefour; en 1983 la gare fut automatisée.
Le bâtiment de la gare fut réalisé en 1910. En 2002, le bâtiment et d'autres parties de la gare dont le château d'eau furent classés au patrimoine national. La gare est toutefois aujourd'hui une propriété privée.